# فيديريكو بيسون
فيديريكو بيسون (بالإيطالية: Federico Bisson)‏ هو لاعب القفز الثلاثي إيطالي، ولد في 23 يناير 1936 في مونتاجنانا في إيطاليا.

## وصلات خارجية
- فيديريكو بيسون على موقع اللجنة الأولمبية الدولية (الإنجليزية)
- فيديريكو بيسون على موقع أوليمبيديا (الإنجليزية)